# Colldelrat
Colldelrat es una localidad perteneciente al municipio de Artesa de Segre, en la provincia de Lérida, comunidad autónoma de Cataluña, España. En 2018 contaba con 22 habitantes.